# 김트와친구들
김트와친구들은 윤다혜, 김주안, 이예찬, 강형주, 유병현으로 구성된 대한민국의 인디 밴드이다. ‘김트와친구들'이라는 독특한 팀명은 ‘김주안 트리오’로부터 출발한다. 피아니스트 김주안을 주축으로 연주음악을 하는 세 명의 팀으로 시작, 폭넓은 사운드를 들려주기 위해 다양한 파트의 멤버를 모아 지금의 밴드가 되었다.

## 음반
- 2019.08.27 싱글 《Coward》
- 2020.04.19 EP 《I’M NOT A COWARD》
- 2021.07.22 EP 《ONYOURNEXT》